# Åke Borg
 Claes Åke ("Ake") Borg (Stockholm, 18 augustus 1901 - aldaar, 6 juni 1973) was een Zweeds waterpolospeler en zwemmer. Hij was de tweelingbroer van Arne Borg.
Åke Borg nam eenmaal succesvol deel aan de Olympische Spelen; in 1924. In 1924 maakte hij deel uit van het Zweedse team dat brons wist te veroveren op het onderdeel 4x200 m vrije slag.
Verder wist hij op het EK 4x200 meter vrije slag in 1926 het brons te behalen.
Borg was aangesloten bij de club Stockholms KK.
Åke Borg · 
Arne Borg · 
Thor Henning · 
Gösta Persson · 
Orvar Trolle · 
Georg Werner
- Bibliothèque nationale de France: cb169642547 (data)
- International Standard Name Identifier: 0000 0004 4995 581X
- Virtual International Authority File: 316388056